# Giovanni Ciusa Romagna
Giovanni Ciusa Romagna (Nuoro, 20 febbraio 1907 – Nuoro, 15 dicembre 1958) è stato un pittore italiano.

## Biografia
Nato lo stesso anno in cui Francesco Ciusa, suo zio paterno, fu premiato alla Biennale veneziana per la scultura La madre dell'ucciso, fin da ragazzo rivelò la sua inclinazione artistica appassionandosi alla pittura. Terminate a Nuoro le scuole medie, fu mandato a Firenze dove frequentò l'Accademia di Belle Arti avendo Felice Carena come maestro.
Nel 1925 morì il padre e Giovanni, allora diciottenne, dovette interrompere gli studi per poi concluderli solo più tardi.
Lo zio Francesco, il quale dirigeva ad Oristano una scuola d'Arte Applicata da lui stesso fondata, lo chiamò allora come insegnante. In quei primi anni di lavoro, Giovanni partecipò alle sue prime mostre collettive nell'isola e approfondì le sue conoscenze artistiche recandosi a
Roma e a Venezia, dove visitò la Biennale e dove, nel 1935, conseguì il diploma dell'Accademia di Belle Arti.
Negli anni trenta accettò la cattedra di disegno e storia dell'arte all'Istituto Magistrale di Nuoro, di cui fu poi anche preside e in cui insegnò fino alla sua prematura morte, all'età di cinquantuno anni. 

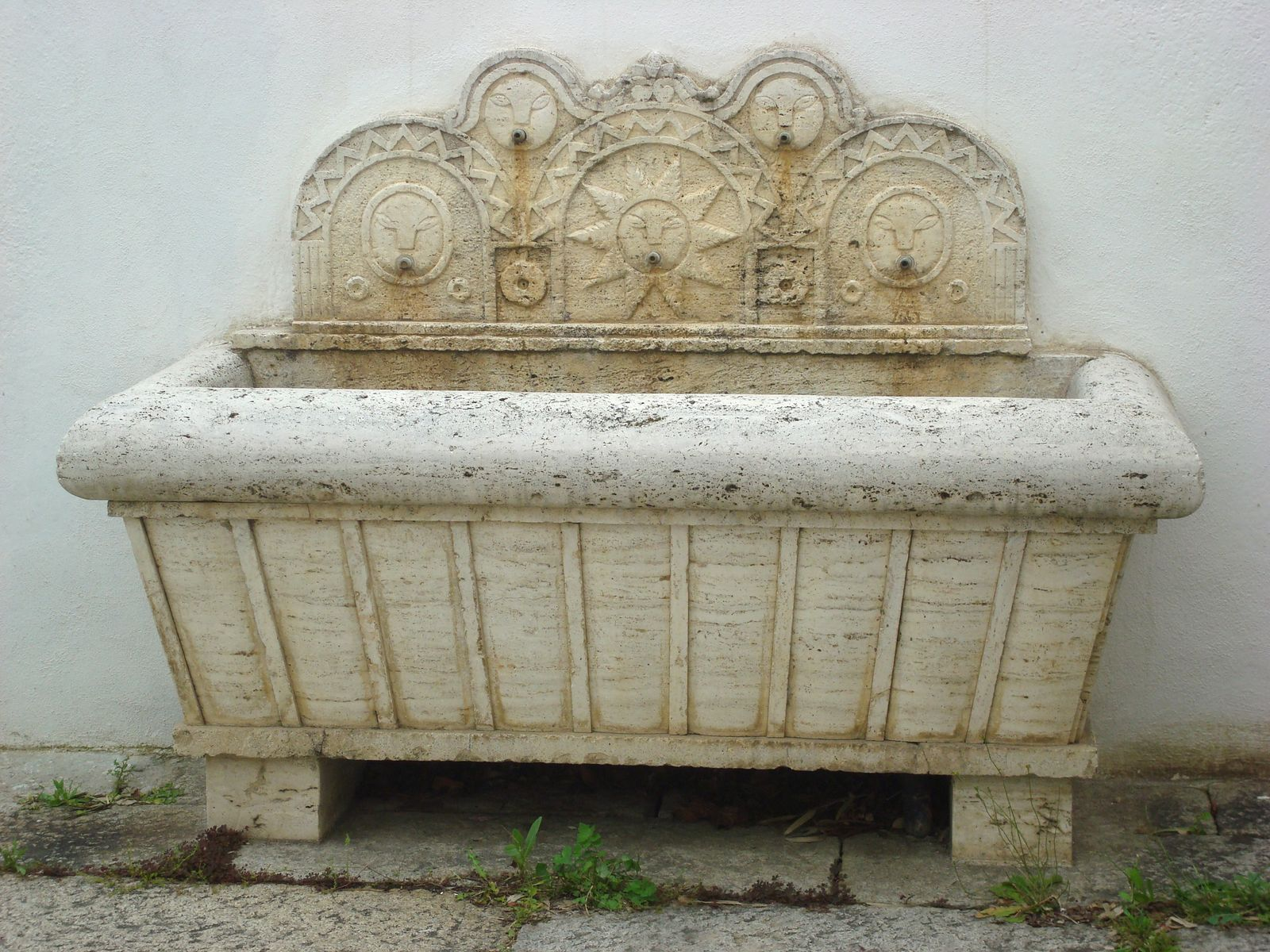
Fontana disegnata da Giovanni Ciusa Romagna, (originariamente collocata in piazza Vittorio Emanuele II, fu poi spostata al Museo del Costume, sempre a Nuoro).

Il suo stile pittorico andò negli anni affinandosi e ciò gli valse premi e riconoscimenti anche da parte della critica. Quanto alla tecnica, oltre agli oli su tela, la sua produzione comprende disegni a sanguigna e carboncino, tempere ed acquerelli. Negli anni cinquanta, inoltre, fu protagonista di alcuni interventi architettonici nella sua città, quali il rifacimento della chiesetta della Madonna della Solitudine in cui fu collocato il sepolcro di Grazia Deledda e la sistemazione della piazza Vittorio Emanuele II, adiacente a corso Garibaldi.
Legato alla sua terra e ai suoi affetti, i soggetti delle sue opere vanno dalle figure in costume sardo alle scene delle tradizioni locali, dai
lavoratori dei campi e delle miniere alle rappresentazioni di carattere sacro, dai ritratti di familiari, amici e committenti fino ai paesaggi.
Di lui si ricordano anche la collaborazione per l'allestimento della prima mostra dell'artigianato sardo organizzata dall'I.S.O.L.A. con lo scultore Eugenio Tavolara (autore, a sua volta, del portale in bronzo della
chiesa della Solitudine) e altri interventi condivisi con artisti della sua epoca.

## Principali mostre e premi
1932 - Prima mostra personale a Nuoro;
1949 - mostra d'Arte Moderna Sarda, tenutasi dapprima a Venezia e
poi a Roma;
1952 - premio alla II Mostra Nazionale dell'Arte a Trieste;
1953 - mostra dell'Arte nella Vita del Mezzogiorno d'Italia a
Roma;
1954 - VII Premio Nazionale di Pittura Michetti a Francavilla al Mare;
1955 - VII
Quadriennale d'arte a Roma;
1957 - medaglia d'oro alla XI Triennale a Milano.